# ヤマウズラ
ヤマウズラ （山鶉、学名：Perdix dauuricae）は、キジ科ヤマウズラ属に分類される鳥類。別名ドーリヤヤマウズラ。

## 分布
P. d. dauuricae
ウズベキスタン、カザフスタン、キルギス、タジキスタン、中華人民共和国北部、トルキスタン、モンゴル
P. d. suschkini
中華人民共和国北東部および北西部、ロシア（ウスリー）

## 形態
全長26-29.4センチメートル。翼長13.5-15.3センチメートル。オスは顔から胸部にかけての羽衣が橙色。胸部に馬蹄状の黒色斑、体側面には赤褐色の短い斑紋が入る。メスは胸部の黒色斑がないか、ほとんどない。

## 分類
2亜種に分かれる。
- Perdix dauuricae dauuricae
- Perdix dauuricae suschkini

## 生態
ステップ、高原、岩のある斜面、農地などに生息する。
食性は植物食で、種子などを食べる。
繁殖形態は卵生。12-18個の卵を産む。